# Parlement de Grenade

Logo du Parlement composé des armoiries de la Grenade.

Le Parlement de Grenade (en anglais : Parliament of Grenada) est l'organe législatif bicaméral de la Grenade. Il est composé :
- du monarque de la Grenade, représenté par le gouverneur général ;
- d'une chambre haute, le Sénat ;
- d'une chambre basse, la Chambre des représentants.